# Atentado terrorista em Cabul em setembro de 2022
O atentado terrorista em Cabul em setembro de 2022 ocorreu em 30 de setembro de 2022 no centro educacional Kaaj em Cabul, Afeganistão, e resultou na morte de pelo menos 52 pessoas, de acordo com a Associated Press, sendo que ainda outras 110 ficaram feridas. A maioria das vítimas eram jovens mulheres.

## Antecedentes
Depois que a queda de Cabul encerrou a guerra de quase 20 anos, em 2021, o governante Talibã prometeu proteger os cidadãos, incluindo as minorias. No entanto, o país voltou a testemunhar ataques terroristas ocasionais, especialmente contra minorias.

## Atentado
A explosão ocorreu em 30 de setembro de 2022, por volta das 7h30, horário local, no centro educacional Kaaj, localizado em um bairro predominantemente Hazara (uma etnia predominantemente xiita e, por isso, considerada herege por fundamentalistas islâmicos sunitas). Aproximadamente 300 recém-formados do ensino médio chegaram ao centro educacional uma hora antes do ataque. Muitas das vítimas incluíam esses graduados do ensino médio que estavam fazendo um exame universitário prático no momento da explosão. De acordo com uma testemunha entrevistada pela Associated Press, foram ouvidos tiros do lado de fora do prédio antes da detonação.
Ninguém assumiu a responsabilidade pelo ataque, mas o autor do Financial Times, Benjamin Parkin, especula que poderia ser o ISIS-K, o afiliado local do Estado Islâmico, devido ao seu histórico de atacar o povo hazara.

## Reações
A UNICEF afirmou que ficou "chocado com o ataque horrível", enquanto a encarregada de negócios dos Estados Unidos na embaixada no Afeganistão, Karen Decker, chamou os ataques de "vergonhosos".
O porta-voz do Talibã, Zabiullah Mujahid, condenou o ataque no Twitter, alegando que o ataque foi um grande crime que foi fortemente condenado e expressou sua solidariedade às famílias das vítimas. Abdul Rahman Nafiz, o chefe de polícia local na região teria criticado o centro educacional Kaaj por não informar a polícia sobre o exame prático que estava acontecendo. O porta-voz do Ministério do Interior, Abdul Nafi Takor, disse à imprensa que a polícia teria detido um suspeito potencialmente ligado a este ataque.
Muhammad Mohaqiq, do Partido da Unidade Islâmica do Povo do Afeganistão, alerta que a resistência dos Hazaras começará e convocou qualquer pessoa a se juntar à resistência. O The Guardian informou que as mulheres que protestavam contra o ataque estavam sendo espancadas pelo Talibã.